# 機動戦士ガンダム MS戦線0079
『機動戦士ガンダム MS戦線0079』（きどうせんしガンダム モビルスーツせんせんダブルオーセブンティナイン）は、2007年7月26日にWiiで発売されたベック（チームホワイトディンゴ）製作、バンダイナムコゲームス（のちバンダイナムコエンターテインメント）発売の3Dシューティングアクションゲーム。
2009年には「GUNDAM 30th ANNIVERSARY COLLECTION」として、廉価版パッケージが販売された。

## 概要
プログレッシブ出力非対応。ワイド(16:9、15:9)表示非対応。
FPS（一人称視点シューティング）を採用したゲームである。
コクピット視点ということであるが、コクピットフレームは非表示。
Wiiリモコンとヌンチャクを使ったゲームであり、ポインターで射撃を行い（スナイプモード有り）、Wiiリモコンを振ることで格闘を行う。敵と同時に格闘を出すとつばぜり合いが起きることがある。なお、本作はGアーマー、アッザムの登場などTVアニメ版がベースとなっている（一部劇場版の解釈もあり）。

## システム
本作はリモコン・ヌンチャクでの操作方法となっている。リモコンを操縦桿に見立てており、前進・後退はスティックで行うが、方向転換はリモコンを左右に傾けることで行う。
また、リモコンで照準を動かし、動かした地点に攻撃を行う。
ゲーム中に敵のMSを倒すことで敵の持っていた武器を手に入れることがある。持っていた武器はその場に置かれることになり再取得も可能。
部位破壊が採用され、敵MSの腕のみ破壊するといったことも可。部位破壊に成功すると一部の武器の使用を制限したり、機動などに影響を及ぼす。
スナイプモードで部位を正確に狙うこともでき、頭部を破壊すれば一撃で撃破できる。ストーリーモードでは頭部破壊で撃破した場合、鹵獲したことになり自分で使用することができる。
出撃前に自機MSの色・光沢を自由に変更することが出来る。変更した色は保存され、次の出撃時に使用することもできる。

## ゲームモード
エースパイロットモード
後述する登場4作品の登場人物の視点から、作品原作の話に沿ってミッションをこなすモード。初めはアムロとシャアが選択できる。
ストーリーモード
本作のみに登場するオリジナルキャラクターの視点から一年戦争を戦いぬくモード。キャラクターは後述する。出撃できるMSが選択できたり、自機以外の同軍MS機に指示できるなど自由度が高い。他のモードでも自機以外の同軍MS機はAIで動くことになる。僚機へは簡単な指示を出すことができる。
バーサスモード
MSが最大で3対3までで戦うモード。プレイヤー同士の戦いとコンピューターとの戦いの他にプレイヤー2人がタッグを組んでコンピューターと戦うタッグバトルが選べる。プレイヤーが2人関わる際は他のモードでも画面構成が上下に分かれる。
サバイバルモード
自機以外の同軍MS機を連れずに3分間の間に何機のMSを倒すかを競うモード。プレイヤー同士で撃墜数を競う対戦とハイスコアを目指す1人用モードがある。
コンビネーションモード
プレイヤー2人でミッションのクリアを目指すモード。ミッションは連邦軍とジオン軍それぞれに分かれている。
ギャラリーモード
MSを観察したり色を変える事が出来るモード。ここで色を変えたMSはバーサスモード、コンビネーションモードで使うことが出来る。

## 登場キャラクター

### 地球連邦軍 SRT-ユニット1部隊
レビル将軍が直々に編成した、独立機械化混成部隊の一部隊。若手中心だが、有望な人材が集められている。各地を転戦、友軍の支援を行いつつモビルスーツの運用試験、有用性の検討などを主な目的としている。レビル将軍の部隊と言うこともあり、政敵からは好ましく思われていない一面もある。部隊の輸送手段であるミデアが地球上を駆け巡るイメージを部隊のエンブレムに採用している。
アラン・アイルワード
声：神谷浩史
地球連邦軍側シナリオの主人公（プレイヤーキャラクター）。少尉。20歳。
SRT-ユニット1部隊の隊長。
士官学校を好成績で卒業、任官。指揮能力、MSの操縦能力も高く勘や洞察力にも優れているが、童顔のため指揮能力が無いとみくびられがちである。ルート次第では、試験目的で高性能かつ最新鋭機のジム・スナイパーIIを受領する。
ストーリーでマゼラン級フェーベから声がかかっていたことが明らかになる。本人は「宇宙は苦手」ということで断っていたが、フェーベはア・バオア・クーの最終決戦でソーラ・レイ照射により艦隊ごと消滅したため、図らずも命拾いしたことになる。
デニス・バロウ
声：高橋広樹
曹長。24歳。
口の軽い女垂らしだが頭の切れる軍人。何でもこなせる万能タイプで一番得意なのは狙撃。上層部から送り込まれた隊唯一の実戦経験者で、若手揃いのユニット1においては縁の下の力持ちといった存在。ルート次第では、試験目的でガンキャノン量産型を受領する。
リル・ソマーズ
声：浅野真澄
准尉。18歳。
元オーガスタ研究所所属で、オーガスタ研のパイロットスーツを着ている。負けず嫌いでわがままな性格で「ポイズン・アップル（毒リンゴ）」という異名を自称している。G4部隊の元パイロット候補であったため、SRT-ユニット1部隊へ配置転換されたことに対して不満を抱く。MS操縦の適性検査では相当優秀であり、格闘戦を得意とする。ルート次第では試験目的でジム・コマンドを受領する。
ホア・ブランシェット
声：大原さやか
伍長。22歳。
上層部からも一目置かれる情報解析力を持つオペレーター。おっとりとした口調で皆をまとめる存在だが、わりと毒舌。多少のことでは動じないので、前線の兵士としての適性はよい。寒いところが苦手。
『ガンダムバトルユニバース』など一部ゲーム作品ではアン同様にオペレーターとして登場している。

### ジオン公国軍 ブラウアー隊
正式名称は地球攻撃軍第四地上機動歩兵師団第七モビルスーツ大隊F小隊。第二次降下部隊要員だったレオ、クラウスと第三次降下作戦で地球に降り立ったトルド、アンで構成されたモビルスーツ小隊。ガウを主な部隊輸送手段とする。部隊のエンブレムは赤いたてがみをしたライオン。オデッサ作戦以降は独立遊撃隊として、特定の部隊の指揮下には入らず、前線で友軍を支援する。「戦場の調律師」という異名をもつ。
なお、漫画『機動戦士ガンダムMS BOYS -ボクたちのジオン独立戦争-』では、同部隊のキャラクターが登場しており、ナランソロンゴ・ボルドバヤル大尉の部隊を支援する様子が描かれた。
レオ・ブラウアー
声：名村幸太朗
ジオン公国軍側の主人公（プレイヤーキャラクター）。少尉。19歳。「灼髪の獅子」という異名をとる。
　隊長。家系がジオン軍の没落貴族であり自尊心が強い。その反面ジオン軍にしては、はみ出し者で周囲を振り回しがちだが悪い事をしているわけではないので、多くの者から好かれる。ジオンの戦況が悪化しても、取り残された友軍のため開き直って地上に残ることを決意する。
クラウス・ベルトラン
声：小野大輔
曹長。19歳。
レオの小さい頃からの友人。一見、人がよさそうに見えるが、常に自分の利益になることを最優先に考える腹黒さを持つ。しかし、レオのことを良く思っており助力を惜しまない。裏の物流ルートに明るく、部隊のために物資や最新MSを調達してくれる事もある。砲撃戦が得意。怖い話が苦手。
トルド・ボブロフ
声：細井治
軍曹。39歳。
コロニー建造の下請け業者から家族を養うため軍人に転向したベテランパイロット。一年戦争の最初から参戦している。元ジオンの海兵隊であり、気のいい性格だがコロニーにGGガスを注入したという暗い過去があり、自分の死に場所を探しているとも噂されている。
アン・フリーベリ
声：折笠富美子
二等兵。16歳。
戦闘ではオペレーターを担当する非戦闘員。一年戦争の緒戦で家族を失っているため、家族というものに憧れている。兵学校の訓練を終えて配属されたばかりの学徒志願兵で、実戦も地球も初めて。若い子特有の気分がころころ変わる性格のため、おどおどしたりノリが良かったり、さらに泣きそうになる一面もある。

### その他登場キャラクター
※印のキャラクターはエースパイロット、バーサス、サバイバルモードで使用可能。その他のキャラはバーサス、サバイバルモードで使用が可能。
地球連邦軍
- アムロ・レイ※
- カイ・シデン
- ハヤト・コバヤシ
- クリスチーナ・マッケンジー※
- サウス・バニング
- シロー・アマダ※
- テリー・サンダースJr.
- カレン・ジョシュワ
- ユウ・カジマ※
- ヤザン・ゲーブル

ジオン公国軍
- シャア・アズナブル※
- ランバ・ラル※
- ガイア※
- アカハナ※
- マ・クベ
- キシリア・ザビ（イベント専用キャラクターで使用不可）
- バーナード・ワイズマン※
- アイナ・サハリン
- ノリス・パッカード※
- ギニアス・サハリン（イベント専用キャラクターで使用不可）
- ニムバス・シュターゼン
- アナベル・ガトー

## 登場兵器
※は使用不可能
地球連邦軍
- ガンダム
- プロトタイプガンダム
- G-3ガンダム
- フルアーマー・ガンダム
- Gアーマー※
- アレックス
- ガンキャノン
- ガンキャノン量産型
- ガンキャノンII
- ガンタンク
- 量産型ガンタンク
- ジム
- ジム・キャノン
- ジム・ライトアーマー
- ジム・スナイパーカスタム
- ジム改
- ジム寒冷地仕様
- ジム・コマンド
- ジム・スナイパーII
- 陸戦型ガンダム
- ガンダムEz-8
- 陸戦型ジム
- ジム・ブルーディスティニー
- ミデア※
- ビッグ・トレー※
- ホバートラック※
- 61式戦車※
- セイバーフィッシュ※
- ディッシュ※
- フライ・マンタ※

ジオン公国軍
- ザクI
- 指揮官用ザクI※
- ザクIIJ型(脚部ミサイルポッドを装備しない機体は使用不可能)
- ザクIIS型
- シャア専用ザクII
- ザクII改
- 指揮官用ザクII改※
- ザクキャノン
- ザクタンク※
- グフ
- グフ・カスタム
- ドム
- ドム・トローペン
- ドワッジ
- アッガイ
- ゴッグ
- ハイゴッグ
- ゾック
- ズゴック
- シャア専用ズゴック
- ズゴックE
- イフリート改
- ギャン
- ゲルググ
- 先行量産型ゲルググ
- ゲルググキャノン
- ケンプファー
- アッザム※
- アプサラスII※
- アプサラスIII※
- ガウ※
- ギャロップ※
- ダブデ※
- マゼラアタック※
- ドダイII※
- ドップ※
- ルッグン※
- ファット・アンクル※

## 登場作品
- 機動戦士ガンダム
- 機動戦士ガンダム0080 ポケットの中の戦争
- 機動戦士ガンダム 第08MS小隊
- 機動戦士ガンダム外伝 THE BLUE DESTINY
- 機動戦士Ζガンダム
- 機動戦士ガンダムΖΖ
- 機動戦士ガンダム0083 STARDUST MEMORY
- MSV

## 購入者特典
本作を予約すると「機動戦士ガンダム MS戦線0079メモリアルディスク」の特典DVDがもらえた。本作のプレイ画面と過去のガンダムゲームのムービーを組み合わせて一年戦争を振り返るというものであった。ナレーションは大塚明夫。
またクラブニンテンドー連動として、ファミリーコンピュータをイメージさせるカラーリングの
ガンプラ『「機動戦士ガンダム MS戦線0079」限定カラー1/100マスターグレード「RX78-2 ガンダム」』を1000名にプレゼントするキャンペーンが行われた。